# Стів Шеппард
Стів Шеппард (англ. Steve Sheppard, 21 березня 1954) — американський баскетболіст.
Олімпійський чемпіон 1976 року.